# Giovanni Chiesa (politico)
Giovanni Chiesa (Vicenza, 14 luglio 1927 – Vicenza, 12 agosto 1982) è stato un politico italiano.
Ha ricoperto la carica di sindaco di Vicenza dal 1975 al 1981. Dopo il primo mandato venne rieletto nel 1980 per un secondo ma non riuscì a portarlo a compimento a causa della malattia che lo colpì.

## Biografia
Nato nel 1927 a Vicenza ha lavorato come medico ortopedico alla Casa di Cura "Eretenia" di Vicenza, all'ospedale di Arzignano e all'ospedale di Noventa Vicentina.
Venne eletto sindaco dal consiglio comunale nel 1975, in un periodo di grandi cambiamenti sia a livello locale che nazionale. In città, per la prima volta la Democrazia Cristiana non raggiunse la maggioranza assoluta iniziando l'era di giunte programmatiche bicolori e tricolori. A livello nazionale erano gli anni del "compromesso storico" tra DC e PCI, delle grandi istituzioni di Aldo Moro e del suo successivo assassinio.
Chiesa capì che senza dialogo non si poteva fare nulla. Iniziò ad istituire allora il decentramento amministrativo con la creazione di 7 circoscrizioni comunali, istituzionalizzò la conferenza dei capigruppo del consiglio, arrivò ad un passo dalla costruzione del teatro comunale (con l'approvazione da parte del consiglio comunale del "progetto Gardella" che finirà però nelle sabbie mobili a causa di veti politici), creò il Concorso Ippico Internazionale Città di Vicenza a Parco Querini.
Sono anche anni di proteste; le bombe alla questura e alla sede dell'Associazione Industriali, le crisi di importanti fabbriche del capoluogo come il Cotonificio Rossi e la Rigon calzature portano il sindaco a creare un assessorato al lavoro, che guiderà lui stesso. Per venire meglio a conoscenza dei problemi dei cittadini viaggiava spesso sugli autobus diventando un sindaco amico della gente.
Venne rieletto sindaco nel 1980, fu quasi un plebiscito. Nel 1981, a seguito di una crisi di giunta municipale, diede le dimissioni dalla carica di primo cittadino e assunse la carica di assessore ai lavori pubblici. Morirà, dopo una breve malattia, il 12 agosto 1982. Ora Giovanni Chiesa riposa al cimitero monumentale tra i cittadini illustri e benemeriti.
Nel 2009 gli è stata intitolata l'ex "sala Rossa" della sede comunale di Palazzo Trissino.
| Controllo di autorità | SBN VIAV113734 |